# Sciaphila nana
Sciaphila nana är en enhjärtbladig växtart som beskrevs av Carl Ludwig von Blume. Sciaphila nana ingår i släktet Sciaphila och familjen Triuridaceae. Inga underarter finns listade.